# Majholmen, Sibbo
Majholmen är en ö i Finland. Den ligger i Finska viken och i kommunen Sibbo i landskapet Nyland, i den södra delen av landet. Ön ligger omkring 27 kilometer öster om Helsingfors.
Öns area är 1,1 hektar och dess största längd är 150 meter i sydväst-nordöstlig riktning. Ön höjer sig omkring 30 meter över havsytan. I omgivningarna runt Majholmen växer i huvudsak blandskog.